# Kitcar

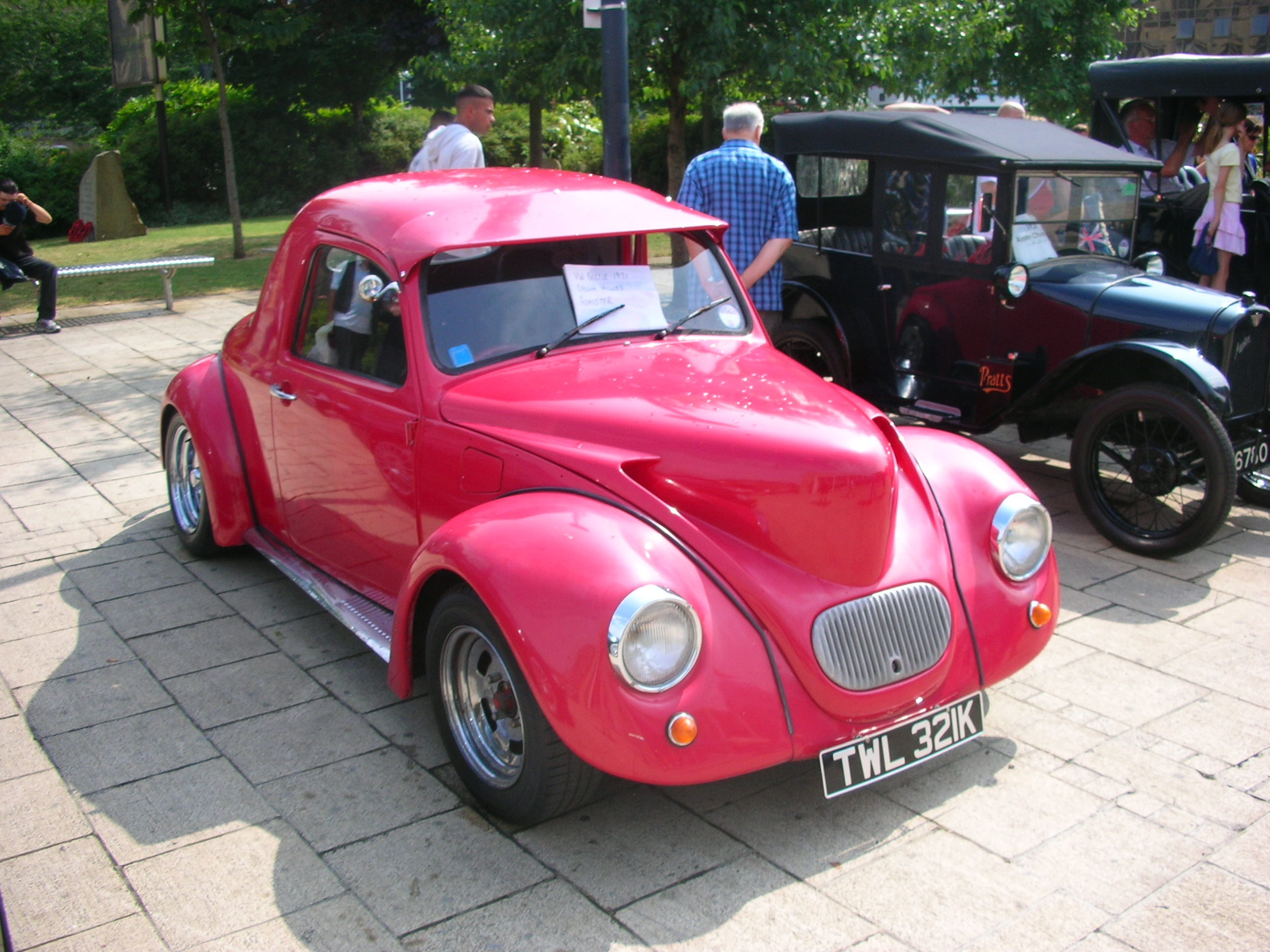
Esempio di Kitcar

Le kitcar sono autovetture complete che non sono vendute assemblate e pronte all'uso bensì in scatola di montaggio oppure si tratta di un insieme di parti estetiche o meccaniche che consentono di trasformare un'autovettura di serie in un modello speciale.

## Descrizione
La storia delle quattro ruote acquistabili in pezzi e assemblabili manualmente si può farla risalire agli ultimi anni del XIX secolo quando vennero pubblicati su una rivista i progetti dettagliati per la costruzione di un'autovettura in casa e il primo esempio di veicolo con fornitura di tutti i pezzi necessari risale all'inizio del XX secolo. Le motivazioni della vendita smontata possono essere molteplici, da quelle, con un qualche successo commerciale, che avevano spinto la Lotus Cars a mettere in commercio il modello Seven in questa forma per consentire dei risparmi fiscali sino a quelle che hanno consentito ad esempio ai proprietari di Volkswagen Maggiolino di trasformare l'auto in una dune buggy. Molto spesso si ricorreva all'acquisto di una kitcar per poter continuare a utilizzare la meccanica ancora valida di un'automobile la cui carrozzeria era irrimediabilmente corrosa dalla ruggine, specialmente quando i processi anticorrosione non avevano ancora raggiunto l'affidabilità odierna.
Le kitcar sono famose nel circuito degli appassionati d'auto come un metodo per poter avere auto non di serie. Sono presenti anche in rete un gran numero di aziende che producono kit per auto di propria progettazione o repliche di auto fuori produzione. Spesso il budget per avere operativa una kitcar è ridotto dal punto di vista degli acquisti, in quanto le componenti necessarie è possibile recuperarle anche da auto usate, ma elevato in termini di risorse umane perché il tempo e le conoscenze per la costruzione vanno messe o direttamente o "prese in prestito" da esperti.
Le attuali kitcar sono spesso repliche di famose e costose auto storiche e sono progettati in modo che chiunque, con una certa abilità tecnica, possa costruirle in casa ad un livello di affidabilità tale per cui possano essere guidate sulle strade pubbliche. Durante gli anni settanta molte kitcar avevano carrozzerie sportive progettate per essere imbullonate direttamente al telaio del Maggiolino Volkswagen. Esempi come la GT Bradley, Sterling, Sebring e sono state costruite a migliaia e molte di esse sono ancora in giro. L'AC Cobra e la Lotus 7 sono esempi particolarmente noti, i diritti di fabbricazione della Lotus 7 ora di proprietà di Caterham Cars, uno dei pochi rivenditori di Lotus 7 negli anni 60 e primi anni 70, che ha acquistato nel 1973 i diritti per la vettura ideata da Colin Chapman. Queste repliche sono concettualmente come l'originale, ma le loro carrozzerie sono generalmente fatte di fogli in fibra di vetro imbevuti di resina poliestere al posto del foglio originale di metallo ancora utilizzato sulle vetture Caterham. Queste kitcar consentono agli appassionati di auto d'epoca o classiche di possedere un veicolo che in originale non si potrebbero permettere. È nato poi un filone, soprattutto in Inghilterra, di kit car che replicavano le linee delle automobili anni trenta con motori non potenti ma nell'insieme molto agili e divertenti grazie al risparmio di peso. Esempi negli anni settanta e ottanta di questo filone furono marche come la JBA, la WYVERN, la MARLIN, la BURLINGTON nell'ambito di grandi tirature mentre nell'ambito di piccole tirature troviamo marche come TRIKING (particolare macchina a tre ruote) e KILO SPORTS (prodotta in solo 14 esemplari su base MORRIS su licenza della casa madre nelle proprie officine autorizzate).